# I-48 (tàu ngầm Nhật)
I-48 là một tàu ngầm tuần dương thuộc lớp Type C2 được Hải quân Đế quốc Nhật Bản chế tạo vào giai đoạn cuối Chiến tranh Thế giới thứ hai. Nhập biên chế năm 1944, nó hoạt động như tàu ngầm mang ngư lôi tự sát Kaiten cho đến khi bị các tàu hộ tống khu trục Hoa Kỳ USS Corbesier, USS Conklin và USS Raby đánh chìm gần Yap vào ngày 23 tháng 1, 1945.

## Thiết kế và chế tạo

### Thiết kế
Tàu ngầm Type C được thiết kế dựa trên phân lớp KD6 của lớp Kaidai dẫn trước, nhưng trang bị vũ khí ngư lôi mạnh hơn để tấn công tầm xa. Chúng có trọng lượng choán nước 2.595 tấn (2.554 tấn Anh) khi nổi và 3.618 tấn (3.561 tấn Anh) khi lặn, lườn tàu có chiều dài 109,3 m (358 ft 7 in), mạn tàu rộng 9,1 m (29 ft 10 in) và mớn nước sâu 5,3 m (17 ft 5 in). Con tàu có thể lặn sâu đến 100 m (328 ft).
Tàu ngầm Type C được trang bị hai động cơ diesel công suất 6.200 mã lực phanh (4.623 kW), mỗi chiếc vận hành một trục chân vịt. Khi lặn, mỗi trục được vận hành bởi một động cơ điện công suất 1.000 mã lực (746 kW). Khi di chuyển trên mặt nước nó đạt tốc độ tối đa 23,6 hải lý trên giờ (43,7 km/h; 27,2 mph) và 8 hải lý trên giờ (15 km/h; 9,2 mph) khi lặn dưới nước, tầm xa hoạt động của Type C là 14.000 hải lý (26.000 km; 16.000 mi) ở tốc độ 16 hải lý trên giờ (30 km/h; 18 mph), và có thể lặn xa 60 nmi (110 km; 69 mi) ở tốc độ 3 hải lý trên giờ (5,6 km/h; 3,5 mph).
Các con tàu có tám ống phóng ngư lôi 53,3 cm (21,0 in), tất cả được bố trí trước mũi, và mang theo tổng cộng 20 quả ngư lôi. Vũ khí trên boong tàu bao gồm khẩu hải pháo 14 cm (5,5 in), cùng hai pháo phòng không 25 mm Type 96 nòng đơn hoặc nòng đôi. Các bộ gá trên boong tàu phía sau tháp chỉ huy cho phép nó vận chuyển và phóng một tàu ngầm bỏ túi Type A (Kō-hyōteki).

### Chế tạo
Được đặt hàng trong Chương trình Maru Kyū năm 1941, I-48 được đặt lườn như là chiếc Tàu ngầm số 378 tại Xưởng vũ khí Hải quân Sasebo ở Sasebo vào ngày 19 tháng 6, 1943. Nó được đổi tên thành I-48 vào ngày 19 tháng 6, 1943 trước khi được hạ thủy vào ngày 12 tháng 12, 1943. Con tàu hoàn tất và nhập biên chế vào ngày 5 tháng 9, 1944, dưới quyền chỉ huy của Thiếu tá Hải quân Toyama Zenshin.

## Lịch sử hoạt động
Sau khi nhập biên chế, I-48 được phối thuộc cùng Quân khu Hải quân Yokosuka, và được phân về Hải đội Tàu ngầm 11 trực thuộc Đệ Lục hạm đội. Con tàu được cấu hình để có thể mang bốn ngư lôi tự sát Kaiten trên sàn tàu phía sau tháp chỉ huy; trong đó hai vị trí được trang bị cửa ống để hoa tiêu có thể chuyển sang chiếc ngư lôi trong trong khi tàu ngầm đang lặn dưới nước. Vào ngày 7 tháng 12, 1944, I-48 được điều sang Đội tàu ngầm 15 trực thuộc Đệ Lục hạm đội, và sang ngày hôm sau 8 tháng 12 được điều gia nhập Đội Kaiten Kongo cùng với các tàu ngầm I-36, I-47, I-53, I-56 và I-58.

### Nhiệm vụKaitenthứ nhất
I-48 hoàn tất hoạt động chạy thử máy và huấn luyện trong biển nội địa Seto vào ngày 26 tháng 12, và lên đường đi sang Căn cứ Kaiten Otsujima tại Yamaguchi. Tại đây nó đón lên tàu các ngư lôi Kaiten cùng hoa tiêu tương ứng trước khi lên đường vào ngày 9 tháng 1, 1945, trở thành tàu ngầm cuối cùng trong Đội Kaiten Kongo xuất phát, để đi sang nơi neo đậu của hạm đội Hoa Kỳ tại vũng biển Ulithi thuộc quần đảo Caroline. Theo kế hoạch, I-48 sẽ tung ra đợt tấn công bằng ngư lôi Kaiten nhắm vào tàu bè trong vũng biển Ulithi vào ngày 21 tháng 1. Tuy nhiên I-48 hoàn toàn mất liên lạc sau đó.

### Bị mất
Vào ngày 21 tháng 1, 1945, ở vị trí 18 nmi (33 km) về phía Tây Ulithi, I-48 đang di chuyển trên mặt nước với tốc độ 18 kn (33 km/h) hướng về phía đảo san hô khi nó bị một thủy phi cơ PBM Mariner thuộc Liên đội Tuần tra Ném bom VPB-20 đặt căn cứ tại Tinian phát hiện qua radar lúc 19 giờ 30 phút. Trong khi chiếc PBM Mariner còn đang xác minh lai lịch chiếc tàu ngầm, mục tiêu lặn xuống rõ ràng là để né tránh, nên chiếc thủy phi cơ tấn công với hai quả mìn sâu và một quả ngư lôi dò âm Mark 24 "Fido".I-48 sống sót qua đợt tấn công, nhưng phải hủy bỏ kế hoạch tấn công Ulithi bằng ngư lôi Kaiten.
Chiếc PBM Mariner báo cáo tọa độ mục tiêu cho một đội tìm-diệt tàu ngầm, nên các tàu hộ tống khu trục USS Corbesier, USS Conklin và USS Raby thuộc Đội hộ tống 65 Hải quân Hoa Kỳ, do Conklin làm soái hạm, bắt đầu truy tìm I-48. Tư lệnh Đội hộ tống 65 dự đoán chiếc tàu ngầm đã bị hư hại, nên sẽ hướng về phía Yap còn do phía Nhật Bản chiếm giữ với tốc độ trung bình 3 kn (5,6 km/h). Sau khi truy tìm không có kết quả, đội hộ tống bắt đầu mở rộng phạm vi tìm kiếm đến Yap kéo dài sang ngày 22 tháng 1.
Lúc 03 giờ 10 phút ngày 23 tháng 1, I-48 đang ở vị trí 15 nmi (28 km) về phía Đông Bắc Yap và di chuyển trên mặt nước về hướng Tây Nam với tốc độ 18 kn (33 km/h) khi nó bị Corbesier phát hiện qua radar ở khoảng cách 9.800 yd (9.000 m). Corbesier tiếp cận mục tiêu và I-48 lặn xuống ẩn nấp. Corbesier lại dò được tín hiệu I-48 bằng sonar lúc 03 giờ 36 phút, nhưng loạt súng cối chống ngầm Hedgehog đầu tiên bắn ra bị trượt. Trong khi Conklin và Raby đi đến hiện trường, Corbesier bắn thêm năm loạt Hedgehog khác mà vẫn không trúng đích, rồi mất dấu mục tiêu.
Corbesier lại dò được tín hiệu sonar trở lại lúc 09 giờ 02 phút, và bắn ra một loạt Hedgehog nhưng không có kết quả.Nó dò được tín hiệu sonar trở lại lúc 09 giờ 12 phút, nhưng mất dấu mục tiêu trước khi kịp khai hỏa.Tuy nhiên, Conklin bắn ra một loạt Hedgehog tấn công lúc 09 giờ 34 phút từ khoảng cách 550 yd (500 m).Mười bảy giây sau đó, nó nghe thấy bốn hoặc năm vụ nổ dưới nước ở độ sâu ước lượng khoảng 175 ft (53 m), rồi tiếp nối bằng một vụ nổ lớn dưới nước lúc 09 giờ 36 phút, đến mức Conklin tạm thời bị hỏng động cơ và bánh lái. Conklin nhìn thấy bọt khí trồi lên mặt nước, tiếp nối với dầu, mảnh vỡ và nhiều mảnh xác người, xác nhận I-48 bị đánh chìm tại tọa độ 09°55′0″B 138°17′30″Đ / 9,91667°B 138,29167°Đ hay 09°45′B 138°20′Đ / 9,75°B 138,333°Đ, căn cứ theo các nguồn khác nhau. Toàn bộ 122 người trên tàu, bao gồm 118 thành viên thủy thủ đoàn cùng bốn hoa tiêu Kaiten, đều tử trận.
Bộ tư lệnh Đệ Lục hạm đội tìm cách liên lạc với I-48 vào ngày 31 tháng 1, ra lệnh cho nó đi đến Kure, Hiroshima, nhưng chiếc tàu ngầm đã không hồi đáp. Tên nó được cho rút khỏi đăng bạ hải quân vào ngày 10 tháng 5, 1945.